# Тубаран (агломерация)

Тубаран на карте.

Тубаран (порт. Região Metropolitana de Tubarão)  —  крупная городская агломерация в Бразилии. Центр — город Тубаран в штате Санта-Катарина. Население составляет 128 545 человек на 2006 год. Занимает площадь 521,9 км². Плотность населения — 243,1 чел./км².

## Статистика
- Валовой внутренний продукт на 2003 составляет 864.896,00 реалов (данные: Бразильский институт географии и статистики).
- Валовой внутренний продукт на душу населения на 2003 составляет 6.814,00 реалов (данные: Бразильский институт географии и статистики).
- Индекс развития человеческого потенциала на 2000 составляет 0,835 (данные: Программа развития ООН).

## Состав агломерации
В агломерацию входят следующие муниципалитеты:
1. Армазен
2. Брасу-ду-Норти
3. Капивари-ди-Байшу
4. Граватал
5. Гран-Пара
6. Имаруи
7. Имбитуба
8. Жагуаруна
9. Лагуна
10. Орлеанс
11. Педрас-Грандис
12. Пескария-Брава
13. Риу-Фортуна
14. Санган
15. Санта-Роза-ди-Лима
16. Сан-Луджеру
17. Сан-Мартинью
18. Трези-ди-Майю
19. Тубаран